# Bulbophyllum commersonii
Bulbophyllum commersonii là một loài phong lan thuộc chi Bulbophyllum.